# Paralinhomoeus intermedius
Paralinhomoeus intermedius är en rundmaskart som först beskrevs av Allgen 1929.  Paralinhomoeus intermedius ingår i släktet Paralinhomoeus och familjen Linhomoeidae. Arten är reproducerande i Sverige. Inga underarter finns listade i Catalogue of Life.